# Ctenus spiculus
Ctenus spiculus là một loài nhện trong họ Ctenidae.
Loài này thuộc chi Ctenus. Ctenus spiculus được Frederick Octavius Pickard-Cambridge miêu tả năm 1897.